# Chaulnes
Chaulnes (picardisch: Chonne) ist eine nordfranzösische Gemeinde mit 1983 Einwohnern (Stand 1. Januar 2022) im Département Somme in der Region Hauts-de-France. Die Gemeinde gehört zum Kanton Ham und ist Teil der Communauté de communes Terre de Picardie.

## Geographie

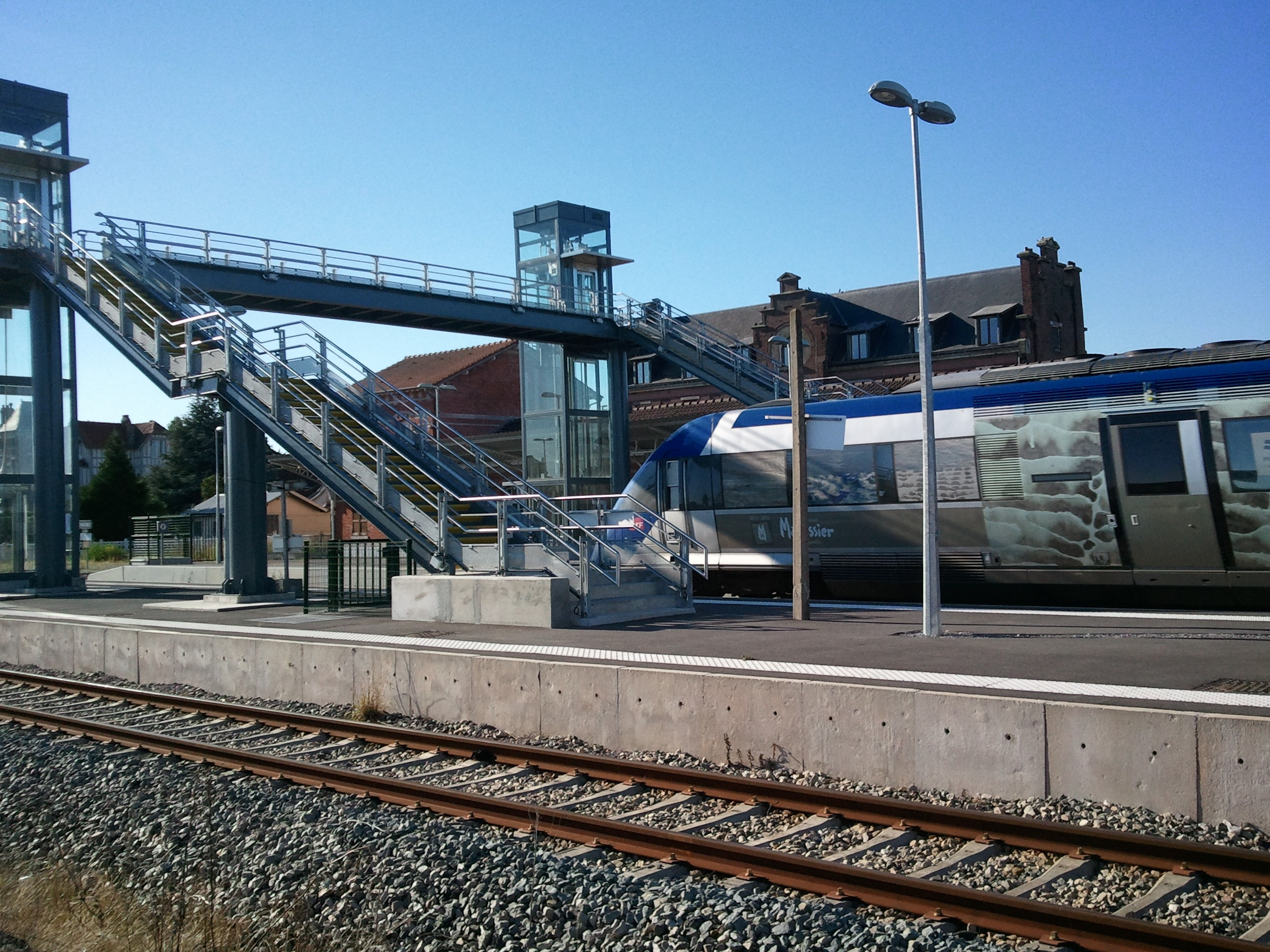
Bahnhof von Chaulnes

Die Gemeinde liegt auf dem Plateau des von Getreide- und Zuckerrübenanbau beherrschten Santerre rund 17 km südwestlich von Péronne und 16 km nördlich von Roye an der Départementsstraße D337. Durch das Gemeindegebiet verlaufen die Autoroute A1 und die Hochgeschwindigkeitsbahnstrecke des LGV Nord, deren Bahnhof Bahnhof TGV Haute-Picardie in Ablaincourt-Pressoir rund 5 km nördlich von Chaulnes liegt. Unmittelbar südlich an Chaulnes vorbei führt die Regionalbahnstrecke Amiens – Laon mit dem Bahnhof von Chaulnes, die hier von der teilweise stillgelegten Bahnstrecke  von Saint-Just-en-Chaussée nach Douai gekreuzt wird.

## Geschichte

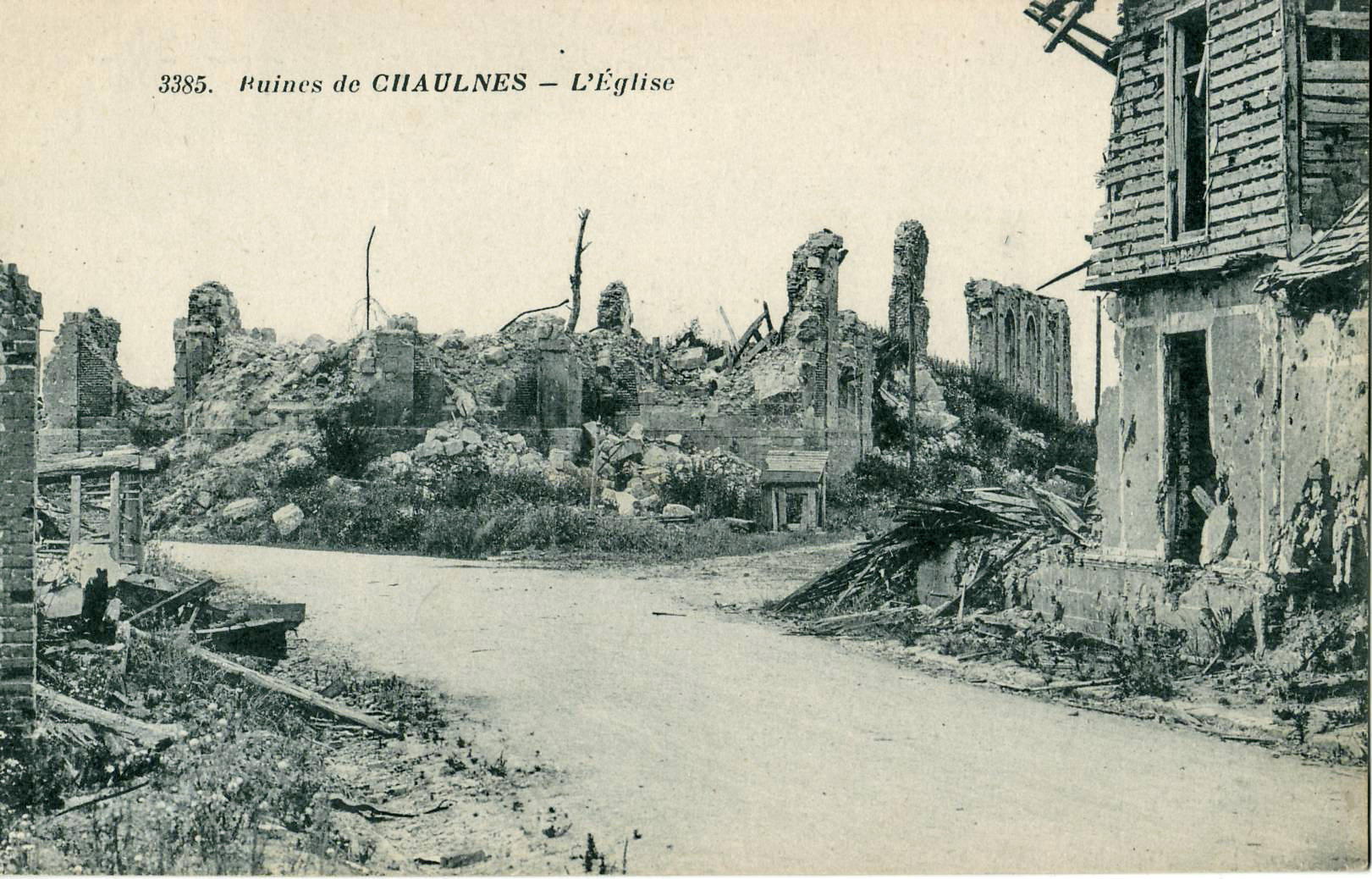
Zerstörungen im Ersten Weltkrieg

Chaulnes wird erstmals im Jahr 1103 erwähnt. 1563 wurde die Baronie zur Grafschaft erhoben. Der letzte Graf von Chaulnes starb 1604. 1621 wurde Chaulnes zur Pairie erhoben. Das Schloss wurde im 17. Jahrhundert vergrößert. 1806 wurde das Schloss auf Veranlassung der Gläubiger verkauft und anschließend größtenteils abgebrochen.
Im Ersten Weltkrieg wurde Chaulnes schon im September 1914 zerstört. Die männliche Bevölkerung wurde nach Deutschland deportiert. In der Schlacht an der Somme im Sommer 1916 wurde Chaulnes von den deutschen Truppen gehalten, aber am 18. März 1917 beim planmäßigen Rückzug auf die Siegfriedstellung geräumt, aber in der Frühjahrsoffensive 1918 am 26. März wieder besetzt. Am 28. August 1918 nahmen australische Truppen Chaulnes ein. Ein Wiederaufbau der völlig zerstörten, in der Zone rouge gelegenen Gemeinde war zunächst nicht vorgesehen.
Im Zweiten Weltkrieg wurde der Bahnhof wiederholt bombardiert, bevor der Ort im Juni 1940 von der Wehrmacht besetzt wurde. Im Schlossgut wurde ein Kriegsgefangenenlager eingerichtet. Vor der Befreiung durch amerikanische Truppen am 1. September 1944 wurde der Bahnhof noch zweimal bombardiert.
Die Gemeinde erhielt als Auszeichnung das Croix de guerre 1914–1918 und 1939–1945.

## Wirtschaft
Die Gemeinde hat sich im 19. Jahrhundert zu einem Eisenbahnknotenpunkt entwickelt. Nach dem Rückgang der Eisenbahnwesens hat die Lage nahe an Hauptstraßenachsen (Autoroute A1 und Autoroute A29 wenige Kilometer im Norden) die wirtschaftliche Bedeutung von Chaulnes, die hauptsächlich auf dem agro-industriellen und dem tertiären Sektor beruht, bewahrt. Ein Industriegebiet liegt im Süden der Gemeinde. Ein wichtiger Betrieb ist Lunor (früher Unica), ein genossenschaftlicher Hersteller hauptsächlich von Kartoffelprodukten.

## Einwohner
| 1962 | 1968 | 1975 | 1982 | 1990 | 1999 | 2006 | 2010 |
| ---- | ---- | ---- | ---- | ---- | ---- | ---- | ---- |
| 1495 | 1483 | 1550 | 1616 | 1785 | 1901 | 1881 | 1954 |

## Verwaltung
Bürgermeister (maire) ist seit 1995 Thierry Linéatte.

## Sehenswürdigkeiten
- Denkmal für Charles-François Lhomond
- Kriegerdenkmal von Jules Déchin (1920)
- Denkmal für das Rote Kreuz
- Denkmal für das 117. Hessische Regiment
- Die 1927 wiederaufgebaute Kirche Saint-Didier.
- Kapelle Notre-Dame de Liesse

## Persönlichkeiten
- Marie de Rabutin-Chantal, Marquise de Sévigné (1626–1696) hielt sich mehrmals im (nicht mehr vorhandenen) Schloss von Chaulnes auf.
- Honoré d’Albert, duc de Chaulnes (1581–1649) Marschall von Frankreich
- Charles-François Lhomond (1727–1794) wurde in Chaulnes geboren.
- Charles Mollien (1835–1879), Arzt und Politiker, verstarb in Chaulnes.
- Jean Gilbert-Jules (1903–1980), geboren in Chaulnes, französischer Innenminister 1956/1957.